# 세종창조경제혁신센터
세종창조경제혁신센터(世宗創造經濟革新센터, Sejong Center for Creative Economy & Innovation)는 정부·지방자치단체·민간 간 협력을 통한 창조경제 실현 및 확산에 기여하기 위하여 설립된 재단법인이다. 세종특별자치시 군청로 93에 있고, 세종두레농업타운이 세종특별자치시 연동면 예양리 842-10에 있다.

## 관련 규정
- 창조경제 민관협의회 등의 설치 및 운영에 관한 규정[5]

## 연혁
- 2015년 4월      세종창조경제혁신센터 재단법인 등기
- 2015년 6월 4일 세종창조경제혁신센터 출범식
- 2015년 6월 30일 세종창조경제혁신센터 설립
- 2015년 9월      유아SW로봇코딩 교실 개소
- 2015년 9월 19일 로컬푸드직매장(싱싱장터) 개장
- 2015년 12월     문경, 강진, 평창창조마을 구축. SK-KNET 창조경제혁신펀드 결성
- 2016년 3월     태양광 발전시스템 가동
- 2016년 3월 31일 고용존 구축 및 운영
- 2016년 7월 22일 세종두레농업타운 개소

## 조직

### 세종창조경제혁신센터장
- 고용지원본부

| 경영관리팀 | 사업기획팀 | 창업보육팀 | 지역특화팀 | 창조마을팀 |

## 같이 보기
| - 서울창조경제혁신센터 - 인천창조경제혁신센터 - 경기창조경제혁신센터 | - 강원창조경제혁신센터 | - 충북창조경제혁신센터 - 대전창조경제혁신센터 - 충남창조경제혁신센터 | - 전북창조경제혁신센터 - 광주창조경제혁신센터 - 빛가람창조경제혁신센터 - 전남창조경제혁신센터 - 광양창조경제혁신센터 | - 대구창조경제혁신센터 - 경북창조경제혁신센터 - 포항창조경제혁신센터 - 부산창조경제혁신센터 - 울산창조경제혁신센터 - 경남창조경제혁신센터 | - 제주창조경제혁신센터 | - 민관합동창조경제추진단 - 세종도시교통공사 - 세종특별자치시인재육성재단 - 세종지역산업기획단 |